# Nuevo Durango Cuatro
Nuevo Durango Cuatro är en ort i Mexiko.   Den ligger i kommunen Hopelchén och delstaten Campeche, i den östra delen av landet, 1 000 km öster om huvudstaden Mexico City. Nuevo Durango Cuatro ligger 134 meter över havet och antalet invånare är 178.
Terrängen runt Nuevo Durango Cuatro är platt. Runt Nuevo Durango Cuatro är det mycket glesbefolkat, med 2 invånare per kvadratkilometer. Närmaste större samhälle är Xmejía, 19,3 km söder om Nuevo Durango Cuatro. I omgivningarna runt Nuevo Durango Cuatro växer i huvudsak städsegrön lövskog.